# Marvel Heroes Online
Marvel Heroes foi um MMORPG que foi criado pela Marvel Comics em parceria com a Gazillion Entertainment. Antes, estava sendo elaborado pela Marvel Comics em parceria com a Cryptic Studios,com o nome de Marvel Universe Online, mas sua publicação havia sido supostamente cancelada em 11 de fevereiro de 2008. Em 17 de março de 2009, foi divulgado o acordo da Marvel Comics com a Gazillion Entertainment. A história do jogo é que o Doutor Destino (Victor Von Doom) se apoderou do Cubo Cósmico e utilizou esse imenso poder para tentar mudar todo o tecido da realidade e do tempo para dominar o universo Marvel. Quem está por trás do desenvolvimento é David Brevik,o veterano por trás de Diablo e Diablo 2, ele afirma que Marvel Heroes tem uma experiência única onde você controla os maiores heróis do universo Marvel para impedir os planos de Victor Von Doom. O lançamento oficial foi em 4 de junho de 2013.
No dia 28 de Novembro de 2017, os servidores do jogo foram oficialmente desligados.

## Sobre Marvel Heroes
Marvel Heroes é um RPG de Ação e Aventura e também um MMO. O jogo é totalmente grátis para jogar, ou seja, não há necessidade de pagamento para se ter acesso ao conteúdo do jogo. Então você é capaz de jogar todo o jogo, do começo até o fim, sem barreiras, nem limite de nível. Eles utilizam a Unreal Engine da Epic Games. Neste jogo você não criará seu próprio personagem, mas jogará com os Super Heróis da Marvel, dos mais conhecidos aos menos populares, a Gazillion tem acesso aos 8.000 personagens do Universo Marvel (de heróis a vilões). David Brevik disse que quando você joga com personagens existentes o jogo fica mais interessante, pois esses personagens tem histórias de fundo, relacionamentos e feitos únicos, que fazem com que a história seja mais profunda e interessante.

## Jogabilidade
O jogo é um "point and click", com auxilio do teclado com visão isométrica, bem no estilo de Diablo, onde você controla os heróis da Marvel para ofuscar os planos do Doutor Destino. Você deve completar as missões ("Quests") para avançar na história, subir de nível, liberar novos heróis, equipamentos, cenários e etc. David Brevik disse que Marvel Heroes é o sucessor espiritual de Diablo 2, então veremos muitas semelhanças e também novidades no jogo. Em Marvel Heroes não existem especificamente diferentes classes de personagens, cada personagem forma uma classe única, com suas próprias características, vantagens e desvantagens. No jogo vemos cenários clássicos do Universo Marvel, como as Terras Selvagens, Hell's Kitchen, Torre dos Vingadores, Madridpoor, Instituto Xavier para Jovens Super Dotados, Cidade Mutante, Manhattan, entre muitos outros. Temos basicamente três tipos de zonas em Marvel Heroes: a Zona Aberta, a mais frequente do jogo, um grande mapa, onde teremos várias pessoas jogando simultaneamente, vários heróis fazendo suas próprias coisas, com vários inimigos e eventos especiais; a Zona Fechada, esta zona é só pra você e seu grupo; os QGs, Quartéis Generais, lugares onde você encontra vendedores, aliados, outros heróis e pessoas para conseguir missões e outras coisas. No jogo você é capaz de personalizar seu herói, escolhendo seus poderes, suas habilidades, seus equipamentos (Que só mudam o status não a aparência) e trajes. O jogo também possui o clássico estilo da árvore de habilidades. Você encontra vários inimigos pelo caminho, como soldados da Hidra, da I.M.A., ninjas do Tentáculo, Sentinelas, purificadores, e entre eles chefes, vilões do universo Marvel como Magneto, Venom, Duende Verde, Electro, Shoker, entre outros.
A história é dividida em capítulos, e conta como o Doutor Destino pretende dominar o mundo. O jogo tem um conteúdo extra habilitado logo após terminar o jogo, entre eles o PlayervsPlayer (P.V.P.) e missões diárias.
O P.V.P. é formado por 3 facções, que o jogador escolhe para defender logo após derrotar o Dr. Destino, e as batalhas ocorrem em zonas fechadas. As missões diárias consistem em passar por uma área até chegar a um chefe com grandes recompensas.

## História
"O Cubo Cósmico, um objeto de poder inigualável que dá a habilidade de mudar o próprio tecido da realidade no capricho de seu possuidor, e ele está nas mãos do brilhante, mas malévolo Doutor Destino, que pretende transformar a realidade em sua própria imagem, para que ele obtivesse sucesso em seu plano, ele recrutou uma verdadeira seleção de Vilões, para impedir que os Heróis interferissem em seus planos.
A história foi escrita por Brian Michael Bendis (Ultimate Homem Aranha), e a história do jogo também é baseada em grandes acontecimentos do Universo Marvel, e essas histórias serão contadas através de Motion Comics (Quadrinhos em Movimentos).
No jogo veremos como o Doutor Destino conseguirá o Cubo, lentamente a história irá se desenrolar e você entenderá o porquê de algumas coisas e de outras.

## Personagens
Marvel Heroes tem uma imensa quantidade de personagens jogáveis, já que a Gazillion tem acesso a todos os heróis e vilões da Casa de Ideias, e assim como uma imensa variedades de trajes alternativos derivados da rica biblioteca da Marvel. A lista de personagens jogáveis é constantemente atualizada, pois como se trata de um MMORPG e a Gazillion tem contrato de 10 anos. Esses foram os heróis confirmados como jogáveis até agora:

## Lista de Personagens
Representando diversas equipes da Marvel, como Vingadores, X-men, Quarteto Fantástico, Guardiões da galáxia, Marvels Knight, Defensores e Inumanos, o jogo disponibilizava 63 heróis (sendo que dois nunca foram lançados - Mulher Aranha e Thor Gladiador). O jogo ficou famoso pela quantidade de personagens e pela qualidade de desenvolvimento de cada um, ou seja, mesmo que você jogue com dois personagens que utilizam armas, como o Soldado Invernal e o Justiceiro, eles funcionarão totalmente diferentes. Cada herói possui em média 20 poderes distribuídos em 2 abas que são liberados conforme se avança de nível com o personagem. Nos níveis 32, 38, 44, 50 e 56 são desbloqueados talentos capazes de aumentar o poder dos poderes já existentes, trocar um poder por outro, trocar a dinâmica ou habilidade especial do herói ou melhorar status do personagem. Cada personagem possui duas feições características (do inglês trait), sendo uma ativa que lhe dá bonus de dano quando o jogador investe em atributos pré-definidos e outra passiva que dá bonus de defesa. Alguns heróis possuem habilidades especiais, que podem ou não substituir a aba de energia (spirit) e modifica completamente a mecânica do personagem. O poder Ultimate é desbloqueado no nível 60 e tem 10 minutos de cooldown - podendo ser reduzido com itens. Além disso, cada personagem possui um poder de assinatura, que procura adaptar com exclusividade algum poder dos quadrinhos ou filmes que marcaram o personagem.
Exemplo de progressão dos poderes: O Homem de Ferro possui 2 abas de poderes: Raios de Energia (com 9 poderes) e Sistema de defesas (com 8 poderes), mais um poder ultimate. Possui 15 talentos a serem desbloqueados e uma habilidade especial que substitui a energia tradicional (spirit) denominada reator do arco que pode ser gasta e recuperada dependendo dos poderes utilizados. Sua assinatura é baseada no filme do Homem de Ferro. A Jean Grey possui 2 abas de poderes - Telecinese (com 10 poderes) e Telepatia (com 7 poderes), além de 15 talentos - sendo que 1 é liberado com exclusividade desde o nível 1 - permitindo que a personagem permaneça na forma fênix, além da assinatura, poder ultimate e uma habilidade especial de força fênix, que dependendo dos talentos selecionados, pode ser usada numa explosão de energia mental, em força fênix ou força fênix negra. Emma Frost possui 2 abas de poderes - Telepata Ômega ( com 11 poderes sendo 1 a assinatura) e Diamante Perfeito (com 8 poderes), 15 opções de talentos e o poder ultimate, além disso, quando utiliza algum poder da aba do Diamante Perfeito, a personagem adquire sua forma diamante, herdando uma habilidade especial que nega danos de inimigos.
Existem Personagens Team-ups, que são aqueles que você não controla diretamente, mas que podem auxiliar em batalhas. Podem agir em 3 instâncias: permanentemente invocado, assistência ou à distância. Cada um possui em média 9 poderes específicos. Muitos dos Team-ups foram criados devido a inabilidade dos desenvolvedores de colocá-los como jogáveis, seja por questões técnicas ou financeiras (Mercúrio e os desafios de criar um personagem com supervelocidade). Também figura entre os Team-ups personagens que não possuem uma imersão de poderes grande o suficiente para se tornarem jogáveis, como Howard, o Pato.
| Jogáveis | Team-ups | Vilões | Não Jogáveis |
| --- | --- | --- | --- |
| - Angela - Cable - Capitão América - Carnificina - Cavaleiro da Lua - Ciclope - Coisa - Colossus - Deadpool - Demolidor - Doutor Estranho - Duende Verde - Elektra - Emma Frost - Fanático (Marvel Comics) - Feiticeira Escarlate - Fera - Gambit - Garota Esquilo - Gata Negra - Gavião Arqueiro - Homem Aranha - Homem de Ferro - Homem-Formiga - Hulk - Jean Grey - Justiceiro - Kitty Pride - Luke Cage - Miss Marvel - Motoqueiro Fantasma - Magia - Magneto - Maquina De Combate - Mulher Hulk - Mulher Invisivel - Nick Fury - Noturno - Nova - Pantera Negra - Punho de Ferro - Psylocke - Raio Negro - Rocket Raccoon - Senhor das Estrelas - Senhor Fantástico - Soldado Invernal - Surfista Prateado - Tempestade - Treinador (Marvel Comics) - Thor - Tocha Humana - Ultron - Vampira (Marvel Comics) - Venom - Visão (Marvel Comics) - Viúva Negra - Wolverine - X-23 | - Agente 13 - Agente Duplo da Hidra - Agente da Shield - Agente Phil Coulson - Agente Venom - Anjo - Arcanjo - Arachne - Bill Raio Beta - Barão Mordo - Capitão América - Carnificina - Clea - Deadpool Pirata - Doutor Destino - Doutor Estranho - Dominó - Drax o Destruidor - Destrutor - Falcão - Firestar - Franken-Castle - Gamora - Groot - Homem Aranha - Homem de Ferro - Howard, o Pato - Jessica Jones - Jubileu - Justiceiro - Khamala Khan - Magia - Mancha Solar - Miles Morales - Medusa - Mercúrio - Mulher Aranha - Mulher Hulk - Quake - Resgate - Rachel Cole-Alves - Sam Wilson Capitão América - Spider Gwen - Thor - Vespa - Wolverine - WolverineVelho Logan - Wolverine Brood | - Doutor Destino - Magneto - Madame Hidra - Elektra - Mercenário - Rhino - Shoker - Rei do Crime - Laser Vivo - William Stryker - Venom - Duende Verde - Electro - Sr. Sinistro - Treinador (Marvel Comics) - Lápide - Dentes de Sabre - M.O.D.O.K. - Sauron - Mandarim - Topeia - Fanático - Groxo - Blob - Ninhada - Górgona - Ceifador - Gata Negra - Kurse - Malekith - Loki | - Professor Charles Xavier - Adaga - Manto - Homem Múltiplo - Jessica Jones - Phil Coulson - Maria Hill - Shanna - Jarvis (Marvel Comics) - Ka-Zar - Clea (Marvel Comics) - Magnum (Marvel Comics) - Teleporter - Valquíria (Marvel Comics) - Sharon Carter - Morpho (Marvel Comics) - Forge |

- Os desenvolvedores dos jogos anunciaram o lançamento da Mulher Aranha e do Thor Gladiador (versão do Thor inspiradon no terceiro filme do asgardiano e na série em quadrinhos Unworthy Thor). Thanos, Gamora e Vespa seriam os próximos personagens jogáveis a serem adicionados.

## Localidades
Marvel Heroes apresenta os mais variados locais baseados no Universo Marvel, locais icônicos dos quadrinhos:
- Torre dos Vingadores,ou Torre Stark
- Instituto Xavier para Jovens Super Dotados
- Aeroporta Aviões da S.H.I.E.L.D.
- A Balsa,prisão para Super Vilões
- Hell's Kitchen
- Docas do Jersey
- Madridpoor
- Ruas de Manhattan,Nova York
- Cidade Mutante
- Forte Stryker
- Latvéria
- Laboratórios I.M.A.
- Terras Selvagens

## Desenvolvimento
No ano de 2006, a Marvel anunciou seu próprio MMORPG, que seria baseado nos heróis da editora norte-americana, Marvel Universe Online, que seria produzido pela Cryptic Studios e publicado pela Microsoft Game Studios para Windows e Xbox 360. Mas em 11 de Fevereiro de 2008, foi anunciado o cancelamento do jogo, a Microsoft afirmou que o mercado de MMO era muito competitivo na época.
Em março de 2009, a Marvel anunciou que a Gazillion Entertainment iria continuar o projeto do jogo. A empresa com sede em San Mateo, EUA, e estúdios na Califórnia e em Washington, disponibilizou cerca de 300 funcionários, contratados pela aquisição de outras produtoras, entre eles David Brevik, presidente e COO da empresa. A empresa tem um contrato de 10 anos com a Marvel, e lançou outro título produzido pela Amazing Society, Marvel Super Hero Squad Online. Eles utilizarão a Unreal Engine 3 da Epic Games. Não houve muitas campanhas de marketing para divulgação do título, mas eles marcaram presença nas maiores feiras de quadrinhos do mundo, como a New York Comic Con, Gamescom, PAX entre outras. As redes sociais também são utilizadas pelo estúdio para divulgação, como o Twittere o Facebook. Em Outubro de 2012, iniciou-se o closed beta do jogo, sob um acordo de não divulgação. Em Janeiro de 2013, a Gazillion anunciou "Founders Program", um programa onde os heróis já podiam ser adquiridos, através de transações, em vários pacotes diferentes, onde você adquiria um ou mais heróis, algumas roupas alternativas e mais conteúdo extra.
Na Pax East 2013 foi anunciado o modo P.V.P. (Jogador .VS. Jogador). Entre os meses de Abril e Maio, e a Gazillion promoveu alguns testes Open Beta do jogo. No dia 14 de Maio de 2013, o Closed Beta foi terminado. O lançamento do jogo ocorreu em 4 de Junho de 2013.